# Ahuachapán (miasto)
Ahuachapán – miasto w zachodnim Salwadorze, położone na północnych stokach pasma Sierra Apaneca-Ilamatepec, na wysokości 785 m n.p.m. Ośrodek administracyjny departamentu Ahuachapán.
Ludność (2007): 64,0 tys. (miasto), 110,5 tys. (gmina).
Działa tutaj Central Geotermica de Ahuachapán, gdzie wykorzystywana jest energia geotermalna. Na północ od miasta znajduje się niewielkie jezioro Laguna del LLano.